# Maryville (Tennessee)
Maryville é uma cidade localizada no estado norte-americano de Tennessee, no Condado de Blount.
Possui uma faculdade, a Maryville College. Localiza-se próximo ao Parque das Montanhas Great Smoky.
O Senador Lamar Alexander é de Maryville.

## Demografia
Segundo o censo norte-americano de 2000, a sua população era de 23.120 habitantes.
Em 2006, foi estimada uma população de 26.433, um aumento de 3313 (14.3%).

## Geografia
De acordo com o United States Census Bureau tem uma área de
41,2 km², dos quais 41,2 km² cobertos por terra e 0,0 km² cobertos por água. Maryville localiza-se a aproximadamente 303 m acima do nível do mar.

## Localidades na vizinhança
O diagrama seguinte representa as localidades num raio de 16 km ao redor de Maryville.